# One Rincon Hill
One Rincon Hill è un complesso residenziale lusso a San Francisco, California. Il complesso, progettato da Solomon, Cordwell, Buenz & Associates e sviluppato da Urban Ovest Associates, si compone di due grattacieli che condividono la base di appoggio.

## Caratteristiche
La torre più alta, One Rincon Hill South Tower, è stata completata nel 2008, ha 60 piani ed è alto 195 metri. La torre più corta, commercializzata come Torre Due, è stata completata nel 2014 e raggiunge un'altezza di 165 metri con 50 piani. La Torre Sud contiene ascensori ad alta velocità con caratteristiche speciali per spostare efficacemente i residenti e un grande serbatoio d'acqua progettato per aiutare il grattacielo a resistere a forti venti e terremoti. Entrambi i grattacieli e le case a schiera contengono un totale di 709 unità abitative.
Il cantiere, situato proprio accanto all'approccio occidentale del ponte di San Francisco-Oakland Bay, in precedenza conteneva una torre dell'orologio. La torre dell'orologio fu demolita poco dopo che la città approvò il progetto One Rincon Hill. La costruzione di edifici minori e della torre sud è durata dal 2005 al 2008, ma è stata interrotta per brevi periodi a causa di problemi sismici e un incidente di costruzione. Mentre la Torre Sud si avvicinava al completamento, generava polemiche in merito alla violazione della vista, ai prezzi elevati e allo stile architettonico.

## Galleria d'immagini

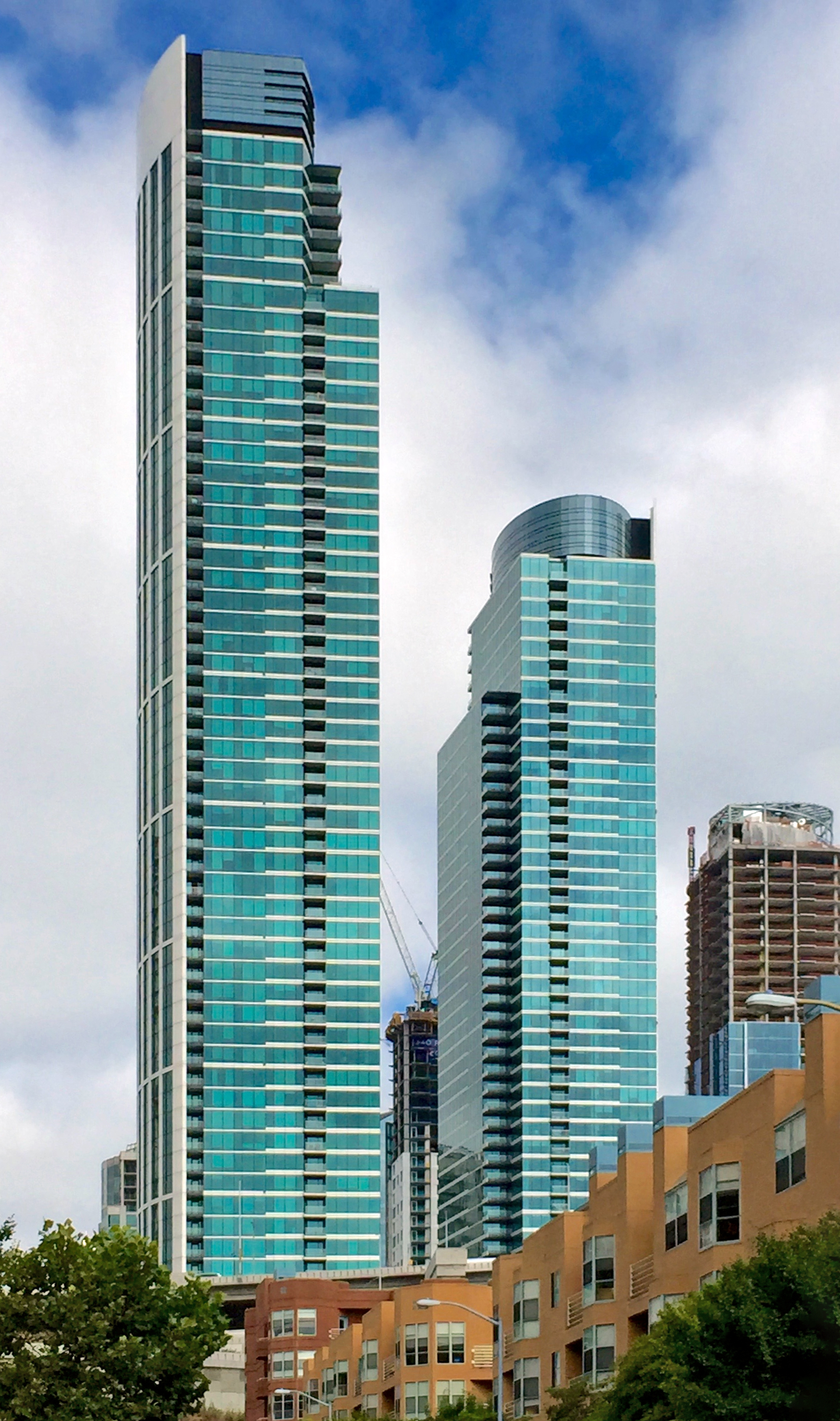
One Rincon Hill, vista da sud nel 2015
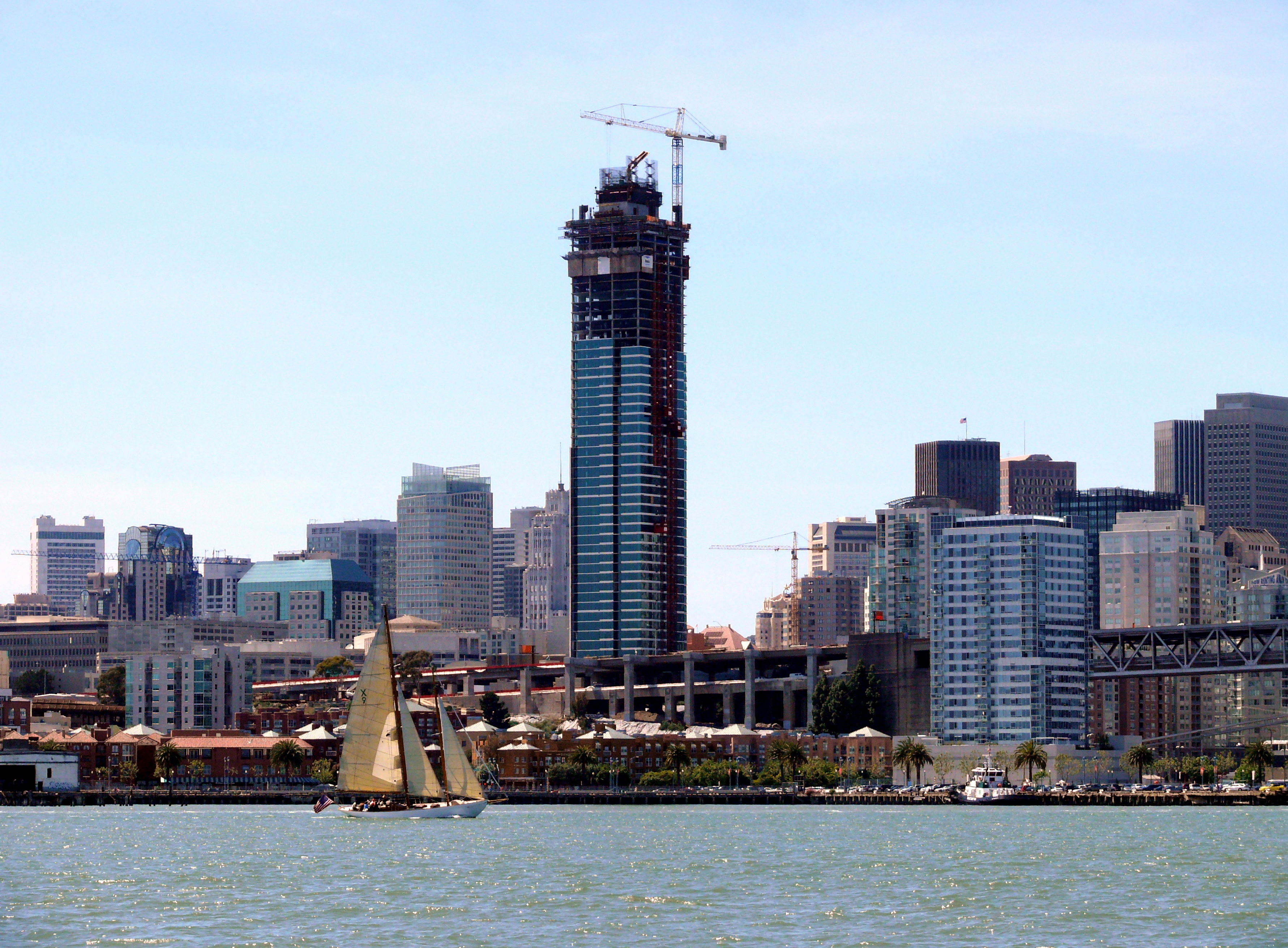
Torre sud in costruzione nel 2007
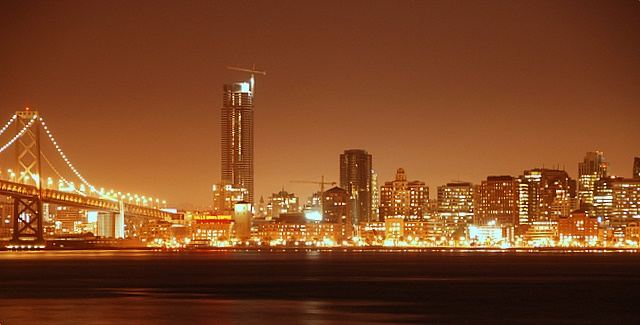
Torre sud nel 2007
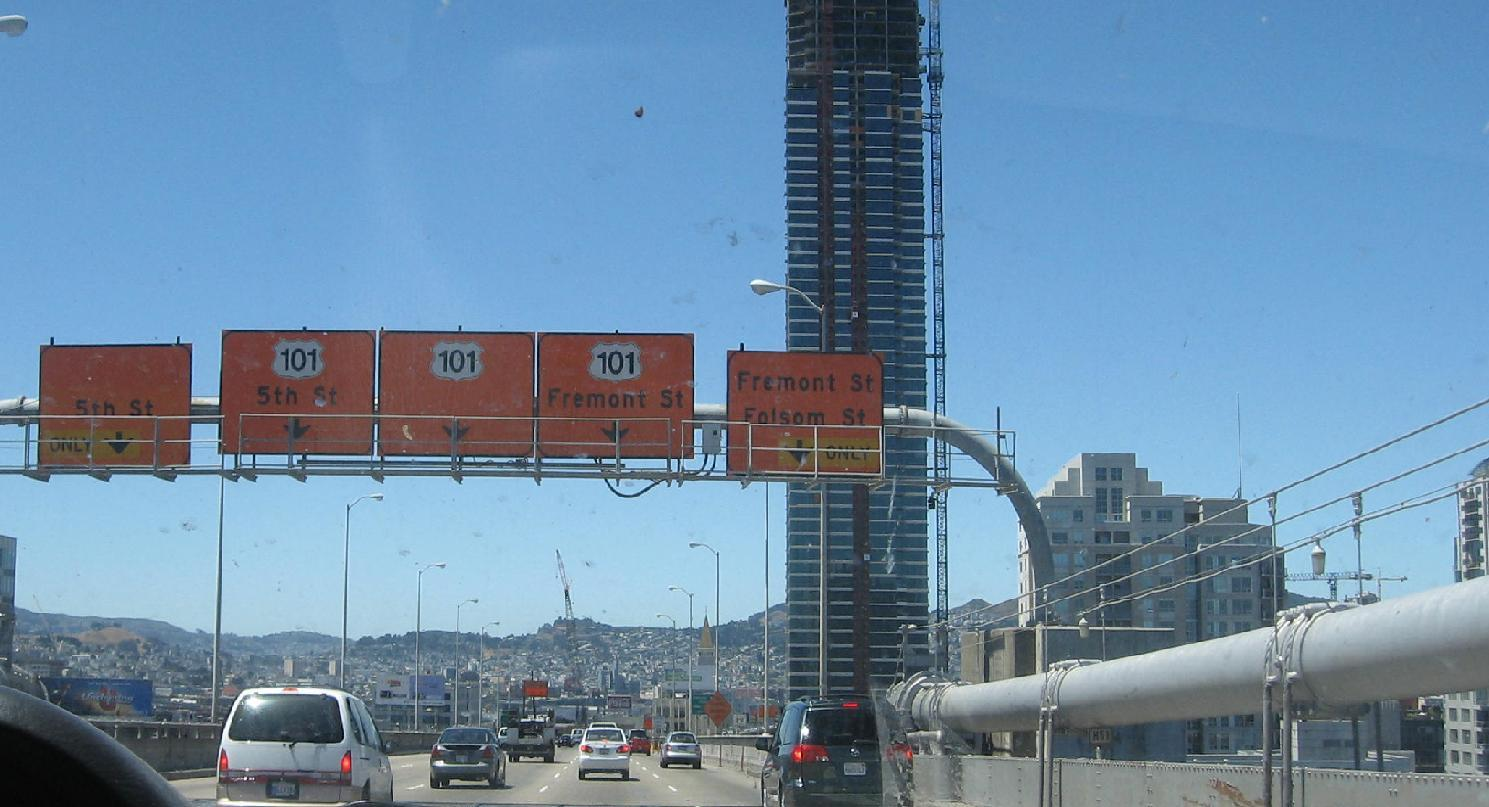
La Torre Sud, vista dal Bay Bridge, in direzione ovest, guardando verso le colline di San Francisco nel 2007